# Henriksenia thienemanni
Henriksenia thienemanni is een spinnensoort in de taxonomische indeling van de krabspinnen (Thomisidae).
Het dier behoort tot het geslacht Henriksenia. De wetenschappelijke naam van de soort werd voor het eerst geldig gepubliceerd in 1931 door Eduard Reimoser.